# هيرواكي إيواناغا
هيرواكي إيواناغا (岩永洋昭 إيواناغا هيرواكي) هو ممثل ياباني ولد في 23 نوفمبر 1979 في محافظة ناغاساكي.

## أدواره في السينما اليابانية
- توميكا هيرو ريسكيو فورس باكوريتسو موفي: إنقاذ ماخ تراين! - إيجي إيشيغورو/R5 (صوت)
- أوز, دين-أو, أول رايدر: إنطلاق كامن رايدر - كامن رايدر بيرث (صوت)
- فيلم كامن رايدر أوز وندرفل: الشوغن و الأحد و عشرون كور ميدال - أكيرا داتيه/كامن رايدر بيرث (صوت)
- كامن رايدر x كامن رايدر فورزي آند أوز: موفي تايسن ميغاميكس - أكيرا داتيه/كامن رايدر بيرث بروتوتايب (صوت)
- كامن رايدر x سوبر سنتاي: صراع الأبطال الخارقين - كامن رايدر بيرث بروتوتايب (صوت)
- أوتشو كيجي غافان ذا موفي - شو كاراسوما/أوتشو كيجي شايدر (صوت)
- كامن رايدر x سوبر سنتاي x أوتشو كيجي: صراع الأبطال الخارقين Z - أوتشو كيجي شايدر (صوت)
- كامن رايدر x كامن رايدر غايم آند ويزارد: موفي دايغاسين سنغوكو المصيرية - نوبوناغا

## أدواره في التوكوساتسو
- توميكا هيرو ريسكيو فورس - إيجي إيشيغورو/R5 (صوت)
- توميكا هيرو ريسكيو فاير - إيجي إيشيغورو/R5 (صوت)
- كامن رايدر أوز - أكيرا داتيه/كامن رايدر بيرث (صوت)/كامن رايدر بيرث بروتوتايب (صوت)

## أدواره في الأنمي

### مسلسلات أنمي تلفزيونية
- بيرسيرك (2016) - غاتس

### أنمي الإنترنت
- نينجا سلاير فروم أنيميشن - فليكشوت

### أفلام أنمي
- سلسلة أفلام بيرسيرك: العصر الذهبي
  - بيرسيرك: العصر الذهبي I بيضة الحاكم - غاتس
  - بيرسيرك: العصر الذهبي II معركة دولدراي - غاتس
  - بيرسيرك: العصر الذهبي III النزول - غاتس

## أدواره في ألعاب الفيديو
- برسيرك أند ذا باند أف ذا هوك - غاتس

## وصلات خارجية
- هيرواكي إيواناغا على موقع IMDb (الإنجليزية)
- هيرواكي إيواناغا على موقع ميوزك برينز (الإنجليزية)
- هيرواكي إيواناغا على موقع قاعدة بيانات الفيلم (الإنجليزية)